# Cevastomešičkasta žleza
Cevastomešičkasta ali tubuloalveolarna žleza je vrsta žleze, katere celice so urejene v obliko mešičkov in cevi. Primeri cevastomešičkastih žlez so žleze mastilke, slinavke, solznice, Cowperjeva žleza ...